# Baduizm
Baduizm è l'album di debutto della cantautrice Soul/R&B Erykah Badu, pubblicato all'inizio del 1997.

## Il disco
Il disco ha debuttato direttamente in vetta alla Billboard Top R&B/Hip-Hop Albums e alla 2ª posizione della Billboard 200. Esso è stato inoltre certificato triplo disco di platino dalla RIIA vendendo tre milioni di copie negli Stati Uniti.
L'album, oltre a lanciare la carriera dell'artista, è considerato una delle pietre miliari nell'ascesa del genere musicale Neo soul, emerso durante la metà degli anni novanta. Oltre ad aver ricevuto recensioni positive dalle maggiori riviste musicali, Baduizm ha conquistato un Grammy Award come Miglior Album R&B.

## Classifiche
| Classifica (1997) | Posizione massima |
| ----------------- | ----------------- |
| Finlandia         | 26                |
| Norvegia          | 26                |
| Nuova Zelanda     | 32                |
| Paesi Bassi       | 32                |
| Regno Unito       | 17                |
| Svezia            | 7                 |
| Stati Uniti       | 2                 |

## Tracce
1. "Rimshot (Intro)" (Badu, Madukwu Chinwah) - 1:56
2. "On & On" (Badu, Jaborn Jamal) - 3:45
3. "Appletree" (Badu, Robert Bradford) - 4:25
4. "Otherside of the Game" (Badu, Bro Questlove, Richards Nichols, James Poyser, The Roots) - 6:33
5. "Sometimes [Mix #9]" (Badu, Nichols, Poyser, The Roots) - 0:44
6. "Next Lifetime" (Badu, A. Scott) - 6:26
7. "Afro" (Badu, Jahphar Barron, Poyser) - 2:04
8. "Certainly" (Badu, Chinwah) - 4:43
9. "4 Leaf Clover" (David Lewis, Wayne Lewis) - 4:34
10. "No Love" (Badu, Bradford) - 5:08
11. "Drama" (Badu, Ty Macklin) - 6:02
12. "Sometimes..." (Badu, Nichols, Poyser, The Roots) - 4:10
13. "Certainly [Flipped It]" (Badu, Chinwah) - 5:26
14. "Rimshot (Outro)" (Badu, Chinwah) - 2:19

Special edition bonus tracks
1. "On & On (Jazz Mix)"
2. "On & On (Da Boom Squad Remix)"
3. "Appletree (2B3 Summer Vibes Mix)"
4. "Appletree (Live @ The Jazz Cafe)"
5. "Next Lifetime (Linslee Remix)"
6. "A Child with the Blues" (ft. Terence Blanchard)